# Шарипов, Нуман Садуллаевич
Нуман Садуллаевич Шарипов (4.04.1925 — 23.03.1986) — командир пулемётного расчёта пулемётной роты 173-го стрелкового полка (90-я стрелковая дивизия, 2-я ударная армия, 2-й Белорусский фронт) сержант, участник Великой Отечественной войны, кавалер ордена Славы трёх степеней.

## Биография
Родился 4 апреля 1925 года в городе Бухара (Узбекистан) в семье рабочего. Узбек. В 1940 году окончил 7 классов. Работал учеником часового мастера, матером на горпромкомбинате. С началом Великой Отечественной войны трижды приходил в военкомат с просьбой отправить на фронт, но получал отказ по возрасту. 
В марте 1943 года был призван в Красную армию Бухарским горвоенкоматом. В запасном полку окончил школу младших командиров. В действующей армии с января 1944 года. Боевое крещении получил на Ленинградском фронте в боях под Пулково. 2 февраля был тяжело ранен. После госпиталя был направлен в 173-й стрелковый полк 90-й стрелковой дивизии, назначен командиром пулемётного расчёта. В составе этой части прошёл до конца войны.
Летом 1944 года участвовал в Выборгской наступательной операции Ленинградского фронта. 14	июня 1944 года при прорыве второй линии обороны финских войск в районе деревне Каннаксен (северо-западнее села Райвола, ныне - посёлок Рощино Ленинградской области) сержант Шарипов первым поднялся в атаку, увлекая за собой бойцов отделения. С помощью подручных средств форсировал реку Райволан-йоки, преодолел проволочные и минные заграждения, ворвавшись в траншею, уничтожил расчёты двух ручных пулемётов и до 10 вражеских солдат.
Приказом по частям 90-й стрелковой дивизии от 20 июня 1944 года (№43/н) сержант Шарипов Нуман Садуллаевич (в приказе - Садилаевич) награждён орденом Славы 3-й степени.
Осенью 1944 года дивизия участвовала в боях за освобождение Эстонии, в Тартуской наступательной операции. Затем была выведена в резерв, переброшена на 2-й Белорусский фронт. В январе 1945 года в составе 2-й Ударной армии участвовала в Млавско-Эльбингская операции. В этих боях сержант Шарипов не только исполнял обязанности командира пулемётного расчёта, но ещё и комсорга роты.
15	января 1945 года в бою у населённого пунктов Пайево-Швелице (юго-восточнее города Цеханув, Польша) сержант Шарипов огнём из пулемёта уничтожил станковый пулемёт противника и до 15 гитлеровцев. 16 января в бою за деревню Конажево-Скуже уничтожил 2 станковых пулемёта и до 20 вражеских солдат.
Приказом по войскам 2-й ударной армии от 7 февраля 1945 года (№9/н) сержант Шарипов Нуман Садуллаевич (в приказе - Сатылович) награждён орденом Славы 2-й степени.
16	февраля 1945 года у населённого пункта Гросс-Зибсау (8 км северо- западнее города Грудзёндз, Польша), превращённой в сильный укреплённый пункт, сержант Шарипов огнём из станкового пулемёта, поддерживая наступающее подразделение, уничтожил расчёт крупнокалиберного пулемёта. 17 февраля, при отражении контратаки врага в том же месте, истребил свыше 15 гитлеровцев и подавил огонь трёх пулемётов. Был представлен к награждению орденом Славы 1-й степени.
В дальнейшем в составе полка участвовал в освобождении города Данцига, войну закончил на острове Рюген. За годы войны получил три ранения и две контузии.
Указом Президиума Верховного Совета СССР  от 29 июня 1945 года сержант Шарипов Нуман Садуллаевич (в приказе - Наум) награждён орденом Славы 1-й степени. Стал полным кавалером ордена Славы.
В октябре 1945 года был демобилизован. Вернулся в родной город. Член КПСС с 1964 года. Лейтенант запаса (1974). В 1974 окончил Бухарский кооперативный техникум. Работал на мясокомбинате.
Умер 23 марта 1986 года. Похоронен в городе Бухара Узбекистан.

## Награды
- Орден Отечественной войны I степени (4.04.1985)
- Орден Славы 1-й степени (29.06.1945)[3]
- Орден Славы 2-й степени (07.02.1945)[4]
- Орден Славы 3-й степени (20.06.1944)[5]
- Медаль «За оборону Ленинграда» (10.06.1944)[6]
- Медаль «В ознаменование 100-летия со дня рождения Владимира Ильича Ленина» (6 апреля 1970)
- Медаль «За победу над Германией в Великой Отечественной войне 1941—1945 гг.» (9 мая 1945[7])
- Юбилейная медаль «Двадцать лет Победы в Великой Отечественной войне 1941—1945 гг.» (7 мая 1965[8])
- Юбилейная медаль «Тридцать лет Победы в Великой Отечественной войне 1941—1945 гг.»[9]
- Медаль «Сорок лет Победы в Великой Отечественной войне 1941-1945 гг.»[10]
- Медаль «Ветеран труда»

- Юбилейная медаль «40 лет Вооружённых Сил СССР»
- Юбилейная медаль «50 лет Вооружённых Сил СССР» (26 декабря 1967[11])
- Юбилейная медаль «60 лет Вооружённых Сил СССР» (28 января 1978[12])
- Знак «25 лет победы в Великой Отечественной войне» (1970)

## Память
- На могиле установлен надгробный памятник.